# Xenia depressa
Xenia depressa är en korallart som beskrevs av Kükenthal 1909. Xenia depressa ingår i släktet Xenia och familjen Xeniidae. Inga underarter finns listade i Catalogue of Life.